# الممثل الدائم للمملكة المتحدة لدى الأمم المتحدة
الممثل الدائم للمملكة المتحدة لدى الأمم المتحدة هو الممثل الدبلوماسي الأول للمملكة المتحدة لدى الأمم المتحدة، والمسؤول عن بعثة المملكة المتحدة لدى الأمم المتحدة (UKMIS). يحمل الممثلون الدائمون للمملكة المتحدة لدى الأمم المتحدة المرتبة الشخصية كسفير. اللقب الرسمي الكامل هو:
الممثل الدائم لصاحبة الجلالة البريطانية من المملكة المتحدة لبريطانيا العظمى وأيرلندا الشمالية لدى الأمم المتحدة

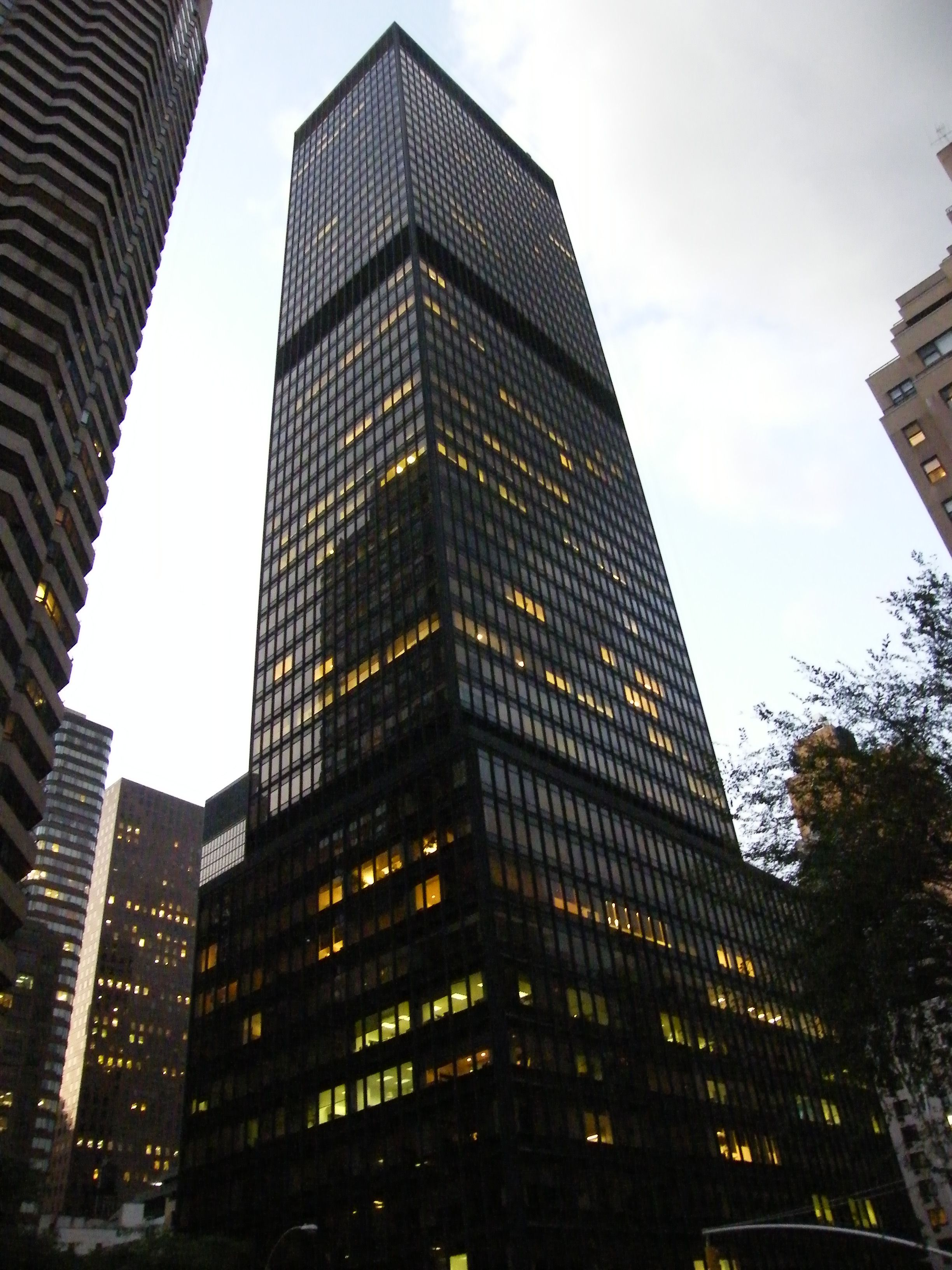
مقر الممثل الدائم للمملكة المتحدة لدى الأمم المتحدة في وان داغ همرشولد بلازا، 885 الجادة الثانية، مدينة نيويورك

## الممثلين الدائمين لدى الأمم المتحدة
- 1946-1950: السير الكسندر كادوجان
- 1950-1954: السير غلادين جيب
- 1954-1960: السير بيرسون ديكسون
- 1960-1964: السير باتريك دين
- 1964-1970: اللورد كارادون
- 1970-1973: السير كولين كرو
- 1973-1974: السير دونالد ميتلاند
- 1974-1979: اللورد ريتشارد
- 1979-1982: السير أنتوني بارسونز
- 1982-1987: السير جون طومسون
- 1987-1990: السير كريسبين تيكل
- 1990-1995: اللورد ديفيد هاناي
- 1995-1998: السير جون ويستون
- 1998-2003: السير جيريمي غرينستوك [2]
- 2003-2007: السير إمير جونز باري [3]
- 2007-2009: السير جون ساورز [4]
- 2009-2015: السير مارك ليال غرانت [5]
- 2015-2018: ماثيو ريكروفت [6]
- 2018-2020: السيدة كارين بيرس [7]
- 2020 - الوقت الحاضر: جوناثان ألين [8]

## روابط خارجية
- بعثة المملكة المتحدة لدى الأمم المتحدة (نيويورك)